# برمبال الجديدة
قرية برمبال الجديدة هي إحدى القرى التابعة لمركز منية النصر في محافظة الدقهلية في جمهورية مصر العربية. حسب إحصاءات سنة 2006، بلغ إجمالي السكان في برمبال الجديدة 12522 نسمة، منهم 6389 رجل و6133 امرأة. وهي مسقط رأس أبو التعليم في مصر علي باشا مبارك.